# Soccsksargen
Soccsksargen è una regione delle Filippine, situata nella parte centrale dell'isola di Mindanao, ed è ufficialmente la Regione XII.
Il nome è un acronimo formato dai nomi delle quattro province e della città che formano la regione: South Cotabato, Cotabato, Sultan Kudarat, Sarangani e General Santos.

## Geografia fisica

### Suddivisioni amministrative
La regione si suddivide in 4 province. Vi sono poi due città indipendenti, altre 3 città componenti e 45 municipalità.

#### Province
- Cotabato
- Sarangani
- South Cotabato
- Sultan Kudarat

#### Città
Città indipendenti:
- General Santos (Città altamente urbanizzata - HUC)
- Cotabato

Città componenti:
- Kidapawan (Cotabato)
- Koronadal (South Cotabato)
- Tacurong (Sultan Kudarat)